# 김포 고정리 지석묘
고정리지석묘(高亭里支石墓)는 대한민국 경기도 김포시 통진읍에 있는 청동기 시대의 지석묘이다. 1986년 9월 7일 경기도의 기념물 제91호로 지정되었다.

## 개요
지석묘는 청동기시대의 대표적인 무덤으로 고인돌이라고도 부르며, 주로 경제력이 있거나 정치권력을 가진 지배층의 무덤으로 알려져 있다.
우리나라의 고인돌은 탁자식과 바둑판식으로 구분되는데, 탁자식은 4개의 받침돌을 세워서 돌방을 만들고 그 위에 거대하고 평평한 덮개돌을 올려놓은 것이고, 바둑판식은 땅 속에 돌방을 만들고 작은 받침돌을 세운 뒤 뚜껑돌을 덮고 그 위에 거대한 덮개돌을 올린 형태이다.
통진읍 고정리 뒤편의 구릉지대에 3기의 고인돌이 있는데 이 가운데 1기는 탁자식 고인돌로 덮개돌의 크기는 길이 2.3m, 두께 0.83m이다. 나머지 2기는 받침돌 부분이 땅 속에 묻혀 정확한 구조를 확인하기 어렵다.
고정리 고인돌은 한강 하류 지역에 나타난 고인돌 문화와 사회, 그리고 고인돌 축조 방법과 기술을 이해하는데 중요한 자료로 평가된다.

## 참고 자료
- 고정리지석묘 - 국가유산청 국가유산포털